# ستیمو سن پیترو
ستیمو سن پیترو (به ایتالیایی: Settimo San Pietro) یک کومونه در ایتالیا است که در استان کالیاری واقع شده‌است.

## خصوصیات
ستیمو سن پیترو ۲۳٫۲ کیلومترمربع مساحت و ۶٬۰۷۹ نفر جمعیت دارد و ۷۰ متر بالاتر از سطح دریا واقع شده‌است.